# Michał Witwicki

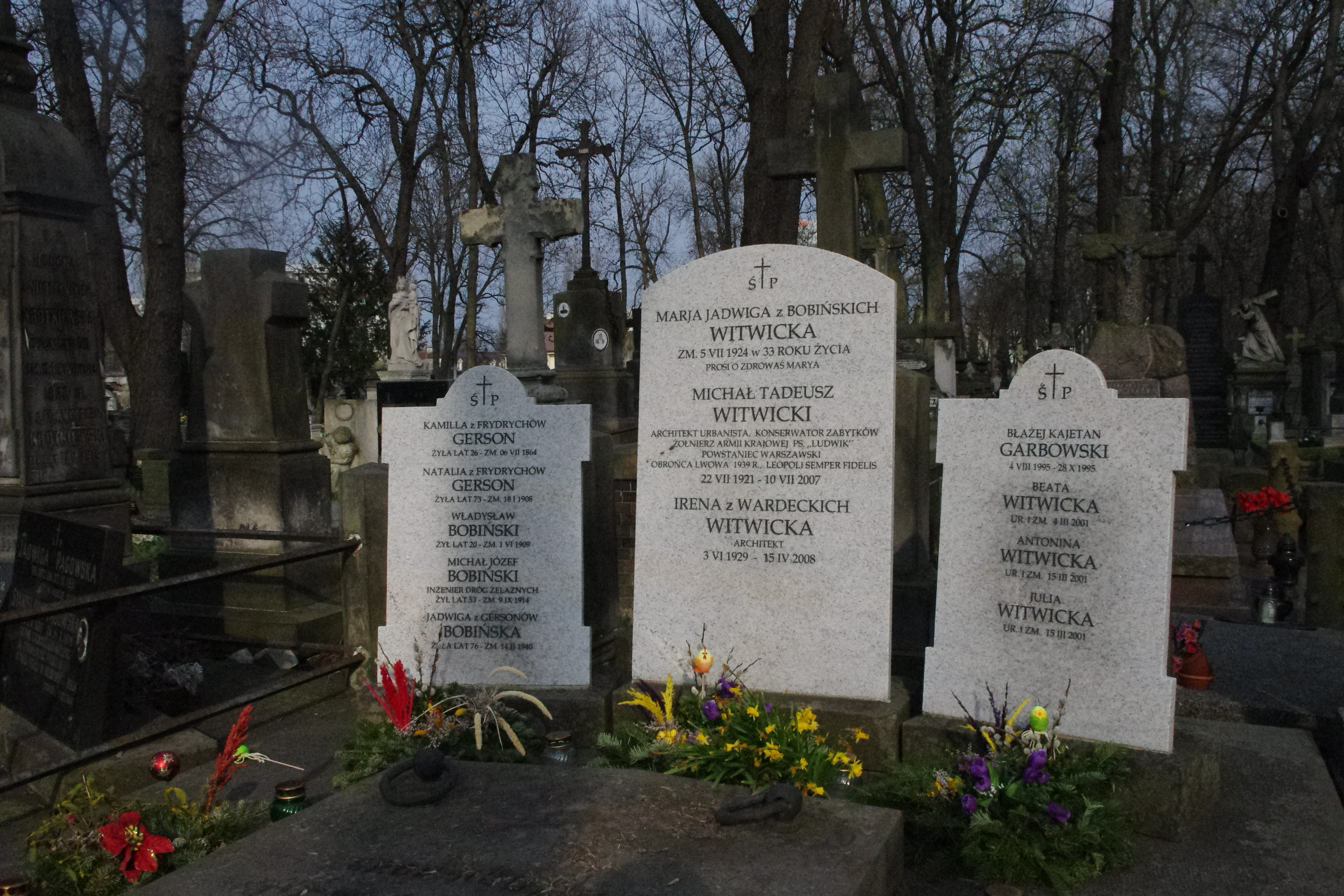
Grób Michała Witwickiego na Starych Powązkach w Warszawie (stan na kwiecień 2012)

Michał Witwicki ps. „Ludwik” (ur. 22 lipca 1921 we Lwowie, zm. 10 lipca 2007) – polski architekt i konserwator zabytków, autor wielu publikacji o tematyce ochrony zabytków architektury i krajobrazu kulturowego oraz ich ekspozycji. Żołnierz – uczestnik II WŚ, a dokładniej obrony Lwowa i powstania warszawskiego. Członek Rządowej Międzyresortowej Komisji do Spraw Rewaloryzacji Miast i Zespołów Staromiejskich. Badacz genealogii swojego rodu.

## Życiorys
Urodził się jako syn Tadeusza Witwickiego, wizytatora szkół, członka znanego rodu Witwickich, oraz  wnuczki malarza Wojciecha Gersona. Stryjem Michała Witwickiego był pionier psychologii w Polsce, Władysław Witwicki, a bratem stryjecznym – architekt Janusz Witwicki, twórca Panoramy Plastycznej Dawnego Lwowa. Był uczniem III Gimnazjum im. Króla Stefana Batorego we Lwowie, kolegą szkolnym Zdzisława Żygulskiego.
Po wybuchu II wojny światowej we wrześniu 1939 uczestniczył w 6-dniowych walkach w obronie Lwowa, jako członek ochotniczego oddziału dowodzonego przez gen. Mariana Januszajtisa-Żegotę. Jako żołnierz AK Zgrupowania „Chrobry II” uczestniczył w powstaniu warszawskim. Po jego upadku udał się pieszo do granicy holenderskiej (niemalże 900 km) na spotkanie z narzeczoną, z którą wziął tam ślub.
Był absolwentem Wydziału Architektury Politechniki Warszawskiej (1954), a od 1957 członkiem SARP. Pracował zarówno w kraju, jak i za granicą, między innymi przez 6 lat w Algierii. W  Lyonie zajmował się projektowaniem osiedla i zespołu sklepów. W kraju – jako projektant lub współprojektant odbudowy i rozbudowy budynków zabytkowych – odrestaurowywał zamek książąt pomorskich w Darłowie, ratusz w Kożuchowie i pałac w Budziszynie. Był projektantem zagospodarowania centrum Ząbkowic Śląskich. W ostatnich latach działał zawodowo głównie jako rzeczoznawca Ministra Kultury w zakresie konserwacji zabytków architektury i urbanistyki. Został pochowany na cmentarzu Powązkowskim (kwatera 31-4-13/14).

## Odznaczenia
- Krzyż Armii Krajowej
- Warszawski Krzyż Powstańczy
- Medal Wojska
- Złota Odznaka „Za opiekę nad zabytkami”